# Dret comunitari europeu
El dret comunitari europeu és un conjunt organitzat i estructurat de normes jurídiques que regeixen la Unió Europea. El dret comunitari no es pot identificar amb el dret internacional públic ni amb el dret intern dels estats membres de la Unió, ja que posseeix autonomia pròpia amb un tret essencial, la seva supremacia sobre els drets dels estats membres.

## Dret comunitari vs. dret estatal
La característica principal del dret europeu és la supremacia d'aquest enfront dels drets nacionals o interns dels estats membres. A la pràctica, això representa que en el cas que hi hagi una contradicció entre tots dos, preval el dret europeu enfront del nacional.